# Eduardo de Hinojosa y Naveros
Eduardo de Hinojosa y Naveros (Alhama de Granada, Granada, 25 de novembre de 1852 - Madrid, 19 de març 1919) va ser un jurisconsult i historiador espanyol.

## Biografia
Es va doctorar en Dret per la Universitat de Granada. En 1878 es trasllada a Alemanya i estableix relacions científiques en matèries com Dret Romà i Història. Entre 1880 i 1885 es doctora en Lletres, obté la càtedra de Geografia històrica de la de Diplomàtica, i publica una obra de caràcter general, la Historia del Derecho romano según las más recientes investigaciones, en dos volums.
En 1887 edità el primer tom d'una Historia general del Derecho español, que va quedar interrompuda. Les seves principals fites van ser l'obtenció de la càtedra d'Història Antiga i Mitjana d'Espanya el 1900, la càtedra d'Història d'Amèrica des de 1906 i la seva labor com a membre de la Reial Acadèmia de la Història a partir de 1889.
Hinojosa va ocupar diversos càrrecs polítics: governador civil d'Alacant, València i Barcelona, senador per la Universitat de Santiago i Director d'Instrucció Pública en el Ministeri de Foment d'Espanya. Activitats, totes elles, centrades en l'última dècada del XIX.
El 1914 una malaltia trunca la seva dedicació docent i investigadora. Cinc anys més tard va morir a Madrid.

## Obra
L'obra científica d'Hinojosa se centra fonamentalment en l'Espanya medieval. Les seves monografies sostenen la ideologia germànica del nostre Dret, tema formulat en El elemento germánico del derecho español, que va presentar al Congrés de Ciències Històriques celebrat a Berlín el 1908. Hi expressa la seva profunda preocupació per la condició i l'estat de les classes socials, que abordarà en El régimen señorial y la cuestión agraria en Cataluña, el seu estudi més extens. En múltiples treballs sobre comunitat domèstica, fraternitat artificial, condició de la dona casada... atén a institucions estrictament jurídiques. A causa de la seva informació sobre la història del dret estranger és usual veure-li remuntar-se als orígens del municipi alemany per analitzar les seves possibles influències en el castellà-lleonès. Així mateix, es va interessar també a conèixer el món jurídic d'importants textos literaris.
Va ser un bon coneixedor dels "idiomes de la cultura" (Kultursprachen), igual que els seus contemporanis europeus. Va manejar les llengües clàssiques i modernes i el seu afany per la ciència li va portar a estudiar rus per traduir publicacions en aquesta llengua.
Ideològicament va ser home catòlic i es va mantenir al marge dels quals es van vincular a la Institución Libre de Enseñanza. La seva honestedat, intel·lecte i qualitat científiques li van comerciejar el respecte i l'estima de tots.
A la fi de segle la novetat dels seus ensenyaments no va despertar massa interès, i així com Ortega anys després, Hinojosa va haver de sentir-se com un professor in partibus infidelium.
El 1910 aquesta situació canvia en crear-se el Centro de Estudios Históricos, on preparaven llurs tesis doctorals un selecte grup de joves, entre els quals destaquen José María Ramos Loscertales, Galo Sánchez i Claudio Sánchez Albornoz.
En morir Hinojosa el 1919, la inquietud renovadora d'aquests deixebles seus havia aconseguit ja a altres estudiosos. Tots ells, coincidents en inquietuds i formació, fundaran pròpiament l'Escola d'Hinojosa, una escola en la qual tots els historiadors del Dret se senten deutors l'eminent professor granadí quan fundador d'una ciència moderna, crítica, europeista i rigorosa.